# سیارک ۹۲۱۶
سیارک ۹۲۱۶ (به انگلیسی: 9216 Masuzawa، نامگذاری:1995VS) نه هزار و دویست و شانزدهمین سیارک کشف شده‌است که در ۱ نوامبر ۱۹۹۵ کشف شد.
قدر مطلق سیارک برابر ۱۳٫۸۰ است.